# Blang Cut (Mila)
Blang Cut is een bestuurslaag in het regentschap Pidie van de provincie Atjeh, Indonesië. Blang Cut telt 409 inwoners (volkstelling 2010).